# Романов, Герасим Фёдорович
Гера́сим Фёдорович Рома́нов (4 (16) марта 1868 — 6 августа 1929) — российский военачальник. Участник Русско-японской войны, Первой мировой войны и Гражданской войны на Восточном фронте.

## Биография
Православный. Образование получил в Смоленской классической гимназии.
В службу вступил 5 июня 1886 года вольноопределяющимся 1-го разряда в 3-й пехотный Нарвский полк.
Окончил Казанское пехотное юнкерское училище (1889). Выпущен подпрапорщиком в 4-й пехотный Копорский полк (01.08.1889).
Подпоручик (11.01.1890, ст. 01.09.1889).
Поручик (ст. 01.09.1893).
Штабс-Капитан (ст. 15.06.1897).
Капитан (ст. 15.06.1901). Участник русско-японской войны 1904-05 гг., обороны Порт-Артура в составе 26-го Восточно-Сибирского стрелкового полка, комендант укрепления №3. Ранен и контужен при бомбардировке укрепления.
Подполковник (ст. 26.02.1910). На 15.05.1913 в 26-м Сибирском стр. полку. Участник мировой войны. На 03.06.1915 в том же чине и полку.
Полковник (пр. 03.06.1915; ст. 20.02.1915; за отличия в делах...). Командир 26-го Сибирского полка (с 25.08.1915). На 01.08. и 09.08.1916 в том же чине и должности.
С апреля 1917 – командир бригады 178-й пехотной дивизии. Начальник 129-й пехотной дивизии.
Генерал-майор (29.09.1917)
С 1918 на службе в РККА.
С 25 сентября 1918 года по 14 апреля 1919 год - Начальник 7-й стрелковой дивизии (сформированной в Ярославском ВО (Владимир, Кострома, Шуя) на базе 1-й Таврической, 3-й Московской и Костромской пд [5, с.531] (Приказ РВСР № 4 [14, с.63])) на Восточном фронте.
7 апреля 1919 года вместе с начальником штаба бывшим полковником Б.Н. Ковалевским сдался в плен командиру 16-го Ишимского стрелкового полка капитану А.Г. Метелеву.
31 мая 1919 года зачислен в резерв чинов штаба Иркутского военного округа войск А.В. Колчака.
Как отмечал позднее командующий Сибирской армией генерал А.Н. Пепеляев в частном разговоре (03.08.1919), Г.Ф. Романов был «знаток в военном деле, работавший у большевиков не за страх, а за совесть. Лично моя армия взяла его в плен, зная его работу, я через генерала Гайду, действовавшего всегда со мной солидарно, отдал приказ о передаче его полевому суду, который, не скрываю, под моим давлением приговорил его к расстрелу... Санкция не была дана, и пришел приказ его немедленно отправить в Омск. Здесь под давлением Лебедева он был немедленно освобожден из-под ареста и после свидания с Верховным правителем поехал с секретной миссией в Токио для дальнейшей продажи России оптом и в розницу...».
Во время заграничной поездки в августе 1919 формально числился «в отпуске».
В апреле 1920 генерал-квартирмейстер штаба главнокомандующего во Владивостоке, затем исполнял должность дежурного генерала штаба войск в Приморье. Начальник штаба сухопутных и морских сил Приморской области (с 12.12.1920 по 17.03.1921).
Скончался 6 августа 1929 года в Харбине и был похоронен 7 августа на Новом (Успенском) кладбище.

## Награды
- ордена Св. Анны 4-й ст. (1904)
- Св. Станислава 3-й ст. с мечами и бантом (1905)
- орден Св. Равноапостольнаго Князя Владиміра 4-й ст. (1907)
- Св. Станислава 2-й ст. (01.03.1912)
- Св. Анны 2-й ст. (ВП 20.06.1914)
- орден Св. Равноапостольнаго Князя Владиміра 3-й степени съ мечами (полковник, командир 26-г Сибирского стрелкового полка, приказ Его Императорского величества от 17 марта 1916 года)[1]
- мечи к ордену Св. Анны 2-й ст. (полковник, командир 26-г Сибирского стрелкового полка, приказ Его Императорского величества от 8 сентября 1916 года)[2]
- Высочайшее благоволение (ВП 13.11.1915; за отличия в делах...).